# Tyskland i olympiska vinterspelen 2006
Tysklands OS-trupp vid Olympiska vinterspelen 2006

## Medaljer
|          | Guld | Silver | Brons | Total |
| -------- | ---- | ------ | ----- | ----- |
| TYSKLAND | 11   | 12     | 6     | 29    |

### Guld
- Michael Greis - Skidskytte: Distanslopp, 20 km
- Georg Hettich - Nordisk kombination, distans
- Sven Fischer - Skidskytte: Sprint
- Sylke Otto - Rodel
- Anni Friesinger, Claudia Pechstein, Daniela Anschütz-Thoms - Skridsko: Lag
- Kati Wilhelm- Skidskytte: Jaktstart
- Andre Lange, Kevin Kuske - Bob:Tvåmanna (herrar)
- Sandra Kiriasis, Anja Schneiderheinze - Bob:Tvåmanna (damer)
- Michael Greis - Skidskytte: Masstart
- Andre Lange & Kevin Kuske - Bob: Dubbel
- Andre Lange, Rene Hoppe, Kevin Kuske & Martin Putze - Bob: Fyrmans
- Sandra Kiriasis & Anja Schneiderheinze - Bob: Dubbel

### Silver
- Silke Kraushaar - Rodel
- Martina Glagow- Skidskytte: 15 km
- Jens Gaiser, Björn Kircheisen, Ronny Ackermann, Georg Hettich - Nordisk kombination, lagtävlingen
- Andre Florshütz, Torsten Wustlich - Rodel: Dubbel
- Stefanie Böhler, Viola Bauer, Evi Sachenbacher, Claudia Künzel - Längdskidåkning: Stafett, 4x5 kilometer
- Martina Glagow - Skidskytte: Jaktstart
- Amelie Kober - Snowboard: Parallellstorslalom
- Martina Glagow, Andrea Henkel, Katrin Apel, Kati Wilhelm - Skidskytte: Lag
- Amelie Kober - Snowboard: Parallellstorslalom
- Kati Wilhelm - Skidskytte: Masstart
- Claudia Pechstein - Skridsko: 5 000 meter

### Brons
- Tatjana Hüfner- Rodel
- Tobias Angerer - Längdskidåkning: 15 kilometer klassisk stil
- Sven Fischer - Skidskytte: Jaktstart
- Uschi Disl - Skidskytte: Masstart

## Deltagare efter idrottsgren

### Skidskytte
Damer:
- Katrin Apel
- Simone Denkinger
- Uschi Disl
- Martina Glagow
- Andrea Henkel
- Kati Wilhelm

Herrar:
- Andreas Birnbacher
- Sven Fischer
- Michael Greis
- Ricco Gross
- Michael Rösch
- Alexander Wolf

### Bob
Damer:
- Susi Erdmann
- Nicole Herschmann
- Sandra Kiriasis
- Anja Schneiderheinze
- Berit Wiacker

Herrar (fyrmansbob):
- André Lange
- René Hoppe
- Kevin Kuske
- Martin Putze

- René Spies
- Christoph Heyder
- Alexander Metzger
- Enrico Kühn

Herrar (tvåmansbob):
- Matthias Höpfner
- Marc Kühne

- André Lange
- Kevin Kuske

### Curling
- Oliver Axnick
- Holger Höhne
- Andreas Kapp
- Ulrich Kapp
- Andreas Kempf

### Ishockey
Damer:
- Maritta Becker
- Franziska Busch
- Bettina Evers
- Susanne Fellner
- Stefanie Frühwirt
- Susann Götz
- Claudia Grundmann
- Jennifer Harß
- Nikola Holmes
- Sabrina Kruck
- Andrea Lanzl
- Michaela Lanzl
- Christina Oswald
- Nina Ritter
- Anja Scheytt
- Sara Seiler
- Denise Soesilo
- Jennifer Tamas
- Stephanie Wartosch-Kürten
- Raffaela Wolf

Herrar:
- Alexander Barta
- Marian Bazany
- Jan Benda
- Tino Boos
- Florian Busch
- Sven Felski
- Peter Fical
- Sebastian Furchner
- Sascha Goc
- Thomas Greiss
- Klaus Kathan
- Lasse Kopitz
- Dimitrij Kotschnew
- Daniel Kreutzer
- Robert Leask
- Eduard Lewandowski
- Tomas Martinec
- Robert Müller
- Stefan Schauer
- Alexander Sulzer
- Andreas Renz
- Stefan Ustorf
- Christian Ehrhoff
- Marcel Goc
- Olaf Kölzig
- Christoph Schubert
- Dennis Seidenberg
- Marco Sturm

### Konståkning
Herrar:
- Stefan Lindemann

Paråkning:
- Eva-Maria Fitze
- Rico Rex

- Aljona Savchenko
- Robin Szolkowy

### Skridsko
Damer:
- Daniela Anschütz-Thoms
- Anni Friesinger
- Judith Hesse
- Lucille Opitz
- Claudia Pechstein
- Sabine Völker
- Jenny Wolf
- Pamela Zoellner

Herrar:
- Jens Boden
- Christian Breuer
- Jörg Dallmann
- Stefan Heythausen
- Robert Lehmann
- Tobias Schneider

### Rodel
Damer:
- Tatjana Hüfner
- Silke Kraushaar
- Sylke Otto

Herrar:
- Jan Eichhorn
- Georg Hackl
- David Möller

Dubbel:
- André Florschütz
- Torsten Wustlich

- Patric Leitner
- Alexander Resch

### Short track
Damer:
- Tina Grassow
- Aika Klein
- Yvonne Kunze
- Christin Priebst
- Susanne Rudolph

Herrar:
- Thomas Bauer
- André Hartwig
- Tyson Heung
- Arian Nachbar
- Sebastian Praus

### Skeleton
Damer:
- Anja Huber
- Diana Sartor

Herrar:
- Sebastian Haupt
- Frank Rommel

### Alpin skidsport
Damer:
- Monika Bergmann-Schmuderer
- Martina Ertl-Renz
- Annemarie Gerg
- Petra Haltmayr
- Isabelle Huber

Herrar:
- Felix Neureuther
- Alois Vogl

### Freestyle
Puckelpist - Herrar:
- Gerhard Blöchl
- Christoph Stark

### Skidor

#### Långlopp
Damer:
- Viola Bauer
- Stefanie Böhler
- Nicole Fessel
- Manuela Henkel
- Claudia Künzel
- Evi Sachenbacher-Stehle

Herrar:
- Tobias Angerer
- Jens Filbrich
- Franz Göring
- Andreas Schlütter
- René Sommerfeldt
- Axel Teichmann

#### Backhoppning
- Alexander Herr
- Michael Neumayer
- Martin Schmitt
- Georg Späth
- Michael Uhrmann

#### Nordisk kombination
- Ronny Ackermann
- Jens Gaiser
- Sebastian Haseney
- Georg Hettich
- Björn Kircheisen
- Thorsten Schmitt

### Snowboard
Halfpipe - Herrar:
- Xaver Hoffmann
- Jan Michaelis
- Vinzenz Lüps
- Christophe Schmidt

Snowboardcross - Herrar:
- Michael Layer
- Alexander Kupprion
- David Speiser

Snowboardcross - Damer:
- Katharina Himmler
- Anna-Lena Zuck

Parallellstorslalom - Herrar:
- Markus Ebner
- Patrick Bussler

Parallellstorslalom - Damer:
- Amelie Kober